# Julio Korn
Julio Korn (Buenos Aires 19 de julio de 1906 – ídem 18 de abril de 1983) fue un editor argentino de larga trayectoria en su país. Estaba casado con Cecilia Litichver, a quien conoció en 1929, con la cual años después llegó a ganar el primer premio en un concurso para bailarines organizado por el Hotel Royal de Mar del Plata, y tuvieron tres hijos.

## Primeros años
Julio Korn tenía 9 años, dos hermanos y dos hermanastros cuando en 1915 murió Hermann, su padre, un inmigrante judío de la Besarabia rumana, dejándole huérfano pues su madre había fallecido cinco años antes. Por entonces, Julio Korn ganaba 10 pesos por mes trabajando como aprendiz en una imprenta, lo que era suficiente para su sustento y el de su hermano menor, Ricardo.

## Actividad profesional
En 1918, sus compañeros lo eligieron delegado gremial ante el sindicato Federación Gráfica Bonaerense. Al año siguiente fracasó en su intento de armar una imprenta propia en San Fernando, provincia de Buenos Aires. A los 14 años instaló un puesto de venta de revistas y piezas de música en un zaguán de la calle Corrientes que por ese entonces todavía no había sido ensanchada. Por la misma época ya conocía la atracción del tango y poco después decidió comenzar su propia editora de partituras; viajó a Montevideo negociar al respecto con el compositor Edgardo Donato y consiguió que el empleado de una casa importadora, casi un desconocido para él, le diera la garantía que le permitió comprar, en 700 pesos, su primera máquina impresora. Imprimía los pentagramas musicales y, más adelante, incluyó  la letra para que quien ejecutara un instrumento también pudiera cantar.
Hasta que la radio y el cine se popularizaran en el país, las revistas de espectáculos se centraban principalmente en la actividad teatral y, en muchos casos, incluían el texto de obras ya estrenadas. En forma paralela aparecieron revistas que reproducían las letras de canciones conocidas. A mediados de la década de 1920
 publicación de La canción moderna, un semanario dedicado a la transcripción de letras de tangos, que llegó a tener una tirada de 40 mil ejemplares; traía un suplemento llamado Radiolandia y en 1934 para aprovechar la difusión de la radiofonía Korn refundó la revista y le dio el nombre del suplemento. Korn, pretendía que sus publicaciones entretuvieran e interesaran en términos masivos, por lo que la revista hacía un seguimiento de los avatares sentimentales de las estrellas argentinas del mundo del espectáculo (cine, radio y, posteriormente, televisión). Hacia 1936, unos meses de la muerte de Carlos Gardel, Radiolandia casi triplicó su tirada habitual de 150 mil ejemplares cuando comenzó a publicar por entregas la historia del cantor contada por su madre, explotando el costado sentimental —e inédito— del astro.
En 1937 adquirió a Jaime Yankelevich el título Antena y pudo así manejar la única competencia que tenía Radiolandia. En 1939, asociado con dos distribuidores de revistas, comenzó a editar Vosotras. En 1941 creó Labores. En 1945 editó su anuario Moda de Vosotras. Otra de sus publicaciones Goles, un semanario que con un 95% dedicado a la actividad futbolística, apareció en 1950 editado por la Editorial Deportiva que le pertenecía. Fiel al espíritu de sus revistas, el casamiento de un delantero, la compra de una casa por cualquier jugador famoso o cualquier otra intimidad de los mismos, tenía su lugar en la revista. En 1965 sus seis publicaciones semanales, Radiolandia, Anteojito, Antena, TV Guía, Goles y Vosotras totalizaban una circulación de 7 millones de ejemplares por mes y estaban en los primeros puestos del mercado acompañadas solamente por el Así, de Héctor Ricardo García. 

En 1969 Korn quería retirarse del negocio y como sus hijos no estaban interesados en continuarlo vendió el 95% de las acciones de Editorial Korn a las empresas Fabril Financiera y Celulosa Argentina, reteniendo el 5 % restante y, por 3 años, la presidencia del directorio.
No siempre Korn acertaba en sus decisiones empresariales. Un ejemplo fue el fracaso de la revista Último Momento Deportivo, otro es de 1926: cuando Ernesto de la Cruz le llevó un tango que había escrito sobre letra de Alfredo Marino,  la primera respuesta de Korn fue no publicarlo y solo lo hizo por insistencia del autor; en cinco meses se vendieron 150.000 ejemplares de partituras de El ciruja y siguió vendiendo muchas más. En 1958 su catálogo de partituras incluía 12 secciones de diferentes períodos con más de 2000 títulos.
Se dijo de Korn:

“Su ojo clínico y su juvenil avidez casi no dejaron resquicios sin explorar; su tacto psicológico para abrir nuevos negocios lo enseñoreó en la categoría de los infalibles. A mazazos forjó su aventura, y uno de ellos, que recibió en un ring, cuando quería ser boxeador, apeñuscó su, nariz para siempre y confirió a su cara la paradójica apariencia del gladiador quieto, circunspecto y resbaladizo, enemigo de la notoriedad, a quien ahora sus súbditos respetan por lo que parece, antes de por lo que es.”

## Otras actividades
Fue el productor asociado de diez películas nacionales —entre otras, Barrio gris, La Quintrala, La patota, Mil intentos y un invento, Las aventuras de Hijitus (1973) — y sobre esa actividad concluyó:

”El cine no es buen negocio porque no se lo ha encarado con sentido empresario. La desgracia son los distribuidores mal organizados. Hay que producir con distribuidora propia, que asuma la defensa de todo un paquete de films, inclusive los malos."

A comienzos de la década de 1960 fue junto a Curt G. Lowe uno de los inversores del Canal 9 que inauguraba sus transmisiones y llegó a presidir su directorio.
Integró el directorio del Banco Mercantil, de los laboratorios Odol, de la Inmobiliaria Korn y de otras siete sociedades anónimas.
Julio Korn falleció en Buenos Aires el 18 de abril de 1983.